# Hayastani Ankaxowt'yan Gavat' 1994
La Hayastani Ankaxowt'yan Gavat' 1994 (conosciuta anche come Coppa dell'Indipendenza) è stata la terza edizione della Coppa nazionale armena. Il torneo è iniziato il 27 marzo con il turno preliminare e si è concluso il 26 maggio 1994. L'Ararat Yerevan ha vinto la coppa per la seconda volta, battendo in finale il Shirak Gyumri, riproponendo così la finale dell'anno precedente.

## Ottavi di finale
Gli incontri si disputarono tra il 2 e il 3 aprile 1994.
| Squadra 1           | Risultato | Squadra 2               |
| ------------------- | --------- | ----------------------- |
| Tsement Ararat      | 0 - 2     | Shirak Gyumri           |
| Arfa Yekhegnadzor   | 2 - 1     | Zangezur Goris          |
| CSKA Yerevan        | 0 - 2     | Kotayk Abovyan          |
| SKA-Arai Echmiadzin | 0 - 2     | Homenetmen AOSS Yerevan |
| Kanaz Yerevan       | 0 - 5     | Banants Kotaik          |
| Nairit Yerevan      | 3 - 4 dr  | ASS-SKIF Yerevan        |
| Erazank Yerevan     | 2 - 0     | Van Yerevan             |

## Quarti di finale
L'Ararat Yerevan, detentore del torneo, fu ammesso direttamente ai quarti di finale.
| Squadra 1        | Totale | Squadra 2               | Andata | Ritorno |
| ---------------- | ------ | ----------------------- | ------ | ------- |
| Shirak Gyumri    | 12 - 0 | Arfa Yekhegnadzor       | 7 - 0  | 5 - 0   |
| Kotayk Abovyan   | 0 - 8  | Homenetmen AOSS Yerevan | 0 - 5  | 0 - 3   |
| ASS-SKIF Yerevan | 2 - 6  | Banants Kotaik          | 0 - 3  | 2 - 3   |
| Ararat Yerevan   | 6 - 1  | Erazank Yerevan         | 3 - 1  | 3 - 0   |

## Semifinali
Gli incontri di andata si disputarono il 10 aprile mentre quelli di ritorno il 1º maggio 1994.
| Squadra 1      | Totale | Squadra 2               | Andata | Ritorno |
| -------------- | ------ | ----------------------- | ------ | ------- |
| Banants Kotaik | 2 - 4  | Ararat Yerevan          | 0 - 2  | 2 - 2   |
| Shirak Gyumri  | 2 - 2  | Homenetmen AOSS Yerevan | 1 - 0  | 1 - 2   |

## Finale
La finale si svolse il 26 maggio 1994.
| Erevan 26 maggio 1994                                  | Ararat Yerevan | 1 – 0 | Shirak Gyumri | Razdan Stadium (18.000 spett.) |
| \| \| \| \| \| Karen Barseghyan 82’ \| Marcatori \| \| |                |       |               |                                |
|                                                        |                |       |               |                                |
| Karen Barseghyan 82’                                   | Marcatori      |       |               |                                |